# Maureen Koster
Maureen Koster (née le 3 juillet 1992 à Gouda) est une athlète néerlandaise, spécialiste du demi-fond.

## Biographie
Le 20 mars 2016, échoue au pied du podium des championnats du monde en salle de Portland sur le 3 000 m derrière les Éthiopiennes Genzebe Dibaba et Meseret Defar et l'Américaine Shannon Rowbury.

## Palmarès
| Date | Compétition                            | Lieu     | Résultat | Épreuve    | Temps          |
| ---- | -------------------------------------- | -------- | -------- | ---------- | -------------- |
| 2015 | Championnats d'Europe en salle         | Prague   | 3e       | 3 000 m    | 8 min 51 s 64  |
| 2015 | Championnats d'Europe de cross-country | Hyères   | 9e       | Individuel | 26 min 28 s    |
| 2016 | Championnats du monde en salle         | Portland | 4e       | 3 000 m    | 8 min 56 s 44  |
| 2017 | Championnats d'Europe en salle         | Belgrade | 4e       | 3 000 m    | 8 min 48 s 99  |
| 2017 | Championnats d'Europe par équipes      | Lille    | 6e       | 1 500 m    | 4 min 15 s 12  |
| 2018 | Championnats d'Europe                  | Berlin   | 8e       | 5 000 m    | 15 min 21 s 64 |
| 2019 | Championnats d'Europe en salle         | Glasgow  | 6e       | 3 000 m    | 8 min 56 s 22  |
| 2019 | Championnats d'Europe par équipes      | Sandnes  | 2e       | 3 000 m    | 9 min 46 s 29  |
| 2021 | Championnats d'Europe en salle         | Toruń    | —        | 3 000 m    | DNF            |
| 2022 | Championnats d'Europe                  | Munich   | 4e       | 5 000 m    | 15 min 03 s 29 |
| 2023 | Championnats d'Europe en salle         | Istanbul | 6e       | 3 000 m    | 8 min 47 s 17  |
| 2023 | Championnats du monde                  | Budapest | 12e      | 5 000 m    | 15 min 0 s 78  |
| 2024 | Championnats d'Europe                  | Rome     | 4e       | 5 000 m    | 14 min 44 s 46 |

## Records
| Épreuve                | Performance    | Lieu       | Date            |
| ---------------------- | -------------- | ---------- | --------------- |
| 1 500 m                | 3 min 59 s 79  | Monaco     | 17 juillet 2015 |
| 3 000 m                | 8 min 26 s 30  | Oslo       | 30 mai 2024     |
| 3 000 m (piste courte) | 8 min 44 s 63  | Birmingham | 18 février 2017 |
| 5 000 m                | 14 min 44 s 46 | Rome       | 7 juin 2024     |